# Evil J0rdan
«Evil J0rdan» (стилизованно как «EVIL J0RDAN») — песня американского рэпера Playboi Carti (Джордан Террелл Картер). Она была выпущена 14 марта 2025 года в качестве четвертого трека его третьего студийного альбома Music (2025). Ранее песня была опубликована под названием «EvilJ0rdan» вместе с клипом 15 января 2024 года. Песня была спродюсирована Cardo, Ojivolta и Джонни Джулиано.

## История и релиз
15 января 2024 года Карти выпустил песню «Evil J0rdan», которая тогда называлась «EvilJ0rdan», вместе с музыкальным видео, в котором он носит тканевую шапочку дураг в разных формах и пьет из кружки с Hello Kitty. Позже он держит в руках виниловую копию альбома The Raging Wrath of the Easter Bunny Demo (2020) рок-группы Mr. Bungle. Песня появилась в рамках серии релизов в преддверии грядущего проекта, которым предшествовали «2024», «Different Day» и «Backr00ms». Он представил песню на своей странице в Instagram 8 декабря 2023 года.
В итоге она была включена в трек-лист 14 марта 2025 года, незадолго до релиза. «Evil J0rdan» оказалась одной из трех песен, превью которых было сделано до релиза и которые вошли в альбом.

## Композиция
Песня «Evil J0rdan» была описана как «зловещий хард-сплэтовый бэнгер» с «расширенным, драматическим интро». Интро служит переходом между предыдущим альбомным треком «K Pop» и «Evil Jordan», соединенным сэмплом песни «Popular» (2023) в интерпретации The Weeknd, Мадонны и самого Playboi Carti. В песне присутствует «простой и прямой» бит, «тяжелые 808-е и жуткие струнные крики». Карти погружается «в свой нижний регистр» над «демоническим продакшеном». Сопродюсером песни выступил давний соавтор Кардо, который уже продюсировал несколько «разогревочных» треков Карти. В песню также включен сэмпл «.357 Magnum Pistol Shot 1: Close Perspective» (1990) группы The Hollywood Edge Sound.

## Отзывы
В первой оценке родительского альбома К. Вернон Коулман II из XXL назвал «Evil J0rdan» одним из первых выделяющихся треков. Том Брейхан из Stereogum назвал песню одной из своих «любимых» с тех пор, как «Карти выложил lo-res видео в прошлом году».

## Чарты
| Чарт (2025)                           | Высшая позиция |
| ------------------------------------- | -------------- |
| Австралия (ARIA)                      | 7              |
| Австралия Hip Hop/R&B (ARIA)          | 1              |
| Канада (Billboard Canadian Hot 100)   | 4              |
| Финляндия (Suomen virallinen lista)   | 23             |
| Мир (Billboard Global 200)            | 4              |
| Ирландия (IRMA)                       | 16             |
| Италия (FIMI)                         | 48             |
| Литва (AGATA)                         | 1              |
| Нидерланды (Single Top 100)           | 24             |
| Новая Зеландия (Recorded Music NZ)    | 5              |
| Норвегия (VG-lista)                   | 16             |
| Швеция (Sverigetopplistan)            | 32             |
| Швейцария (Schweizer Hitparade)       | 3              |
| Великобритания (OCC UK Singles)       | 7              |
| Великобритания (OCC UK Hip Hop/R&B)   | 1              |
| США (Billboard Hot 100)               | 2              |
| США (Billboard Hot R&B/Hip-Hop Songs) | 2              |